# Detector de fotoionización

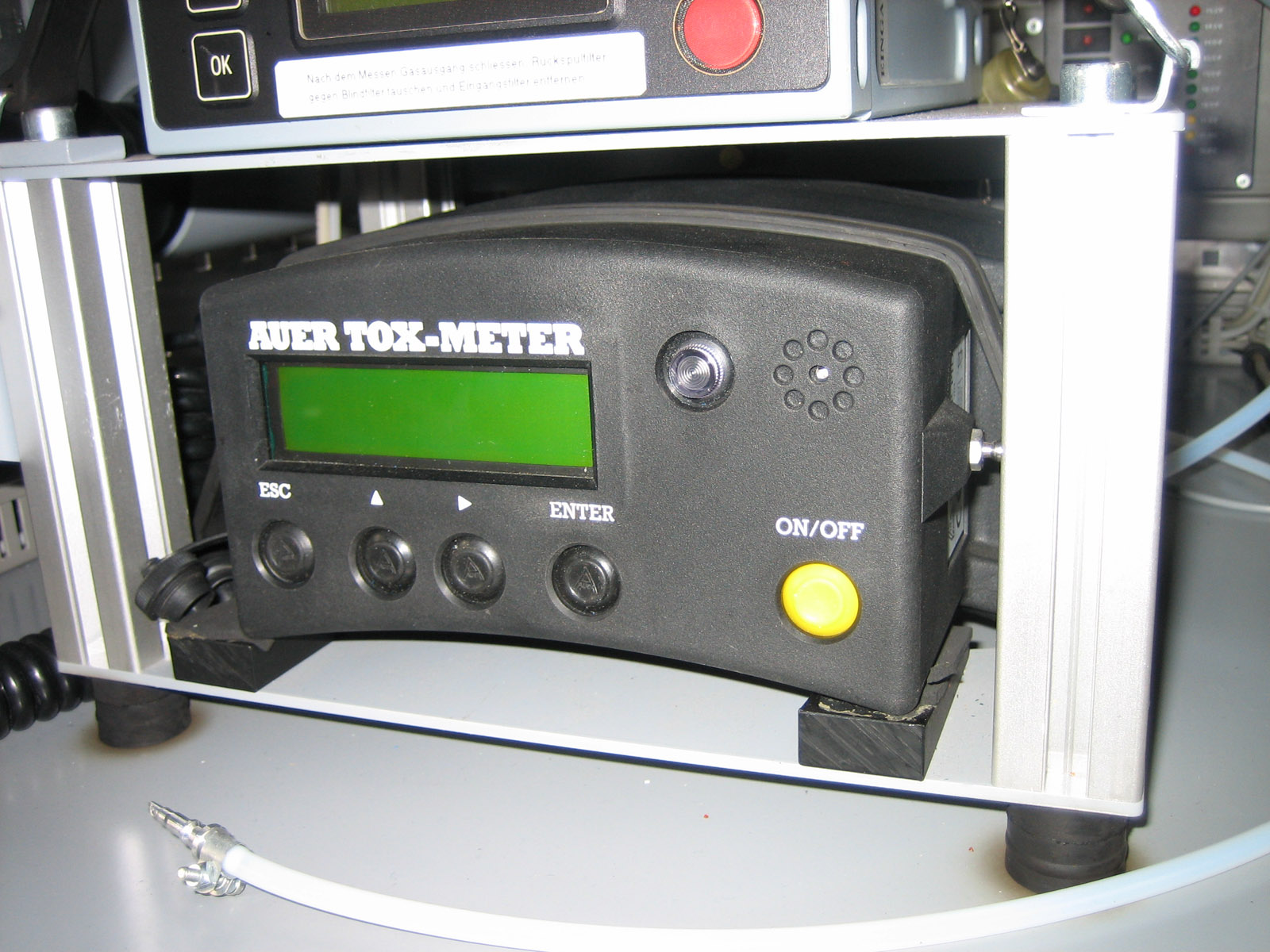
Detector de fotoionización

Un detector de fotoionización es un tipo de detector de gas que mide los compuestos orgánicos volátiles (COV) y otros gases en concentraciones inferiores a partes por mil millones (ppb) hasta 10 000 partes por millón (ppm). Son los detectores de gas más eficientes y asequibles. Son capaces de dar lecturas instantáneas y monitorización en continuo. Son ampliamente utilizados por los servicios militares, las industrias y las instalaciones de trabajo en interiores, por motivos de seguridad.
Los detectores de fotoionización son utilizados como soluciones de control para:
- Medidas del límite inferior de explosivos
- Detección de amoníaco
- Manipulación de materiales peligrosos
- Investigación de incendios provocados
- Higiene y seguridad industriales
- Calidad del aire en interiores
- Contaminación y recuperación ambiental
- Mantenimiento de instalaciones: salas blancas

## Principio de funcionamiento
Un detector de fotoionización es un detector de iones que utiliza fotones de alta energía, por lo general en la gama del ultravioleta (UV), para romper las moléculas en forma de iones positivamente cargados.
Cuando los compuestos llegan al detector, por ejemplo por elución desde una columna de cromatografía de gases, son bombardeados por fotones de alta energía y son ionizados cuando las moléculas absorben luz UV de alta energía. La luz UV excita las moléculas, dando como resultado la pérdida temporal de electrones de las moléculas y la formación de iones con carga positiva. El gas adquiere carga eléctrica y los iones producen una corriente eléctrica , que es la señal de salida del detector. Cuanto mayor sea la concentración del componente, más iones se producirán, y mayor será la corriente.
La corriente se amplifica y se muestra en un amperímetro. Los iones se recombinan de nuevo con los electrones después de pasar el detector para volver a formar las moléculas originales.

## Aplicación
Como detector independiente, estos dispositivos son detectores de banda ancha y no son nada selectivos, ya que ionizan todo lo que tenga una energía de ionización menor o igual a la salida de la lámpara. Un detector de fotoionización es muy selectiva cuando se combina con algún tipo de técnica cromatográfica o un tubo de pretratamiento, como un tubo específico de benceno. El detector de fotoionización solo detecta los componentes que tienen energías de ionización similares a la energía de los fotones que usa el detector. Esta selectividad puede ser útil en el análisis de mezclas en las que solo algunos de los componentes son de interés.
Los detectores de fotoionización son dispositivos no destructivos. No destruyen ni consumen los componentes que detectan. Por lo tanto, pueden ser utilizados antes que otros detectores en configuraciones con múltiples detectores.